# Film and Television Institute of India
Film and Television Institute of India (FTII) - niezależna, lecz finansowana przez rząd wyższa szkoła filmowa w Pune, w indyjskim stanie Maharashtra. Została założona w roku 1960. Jest najważniejszą szkołą filmową na terenie Indii.
FTII jest członkiem CILECT (International Liaison Centre of Schools of Cinema and Television), organizacji zrzeszającej liczące się na świecie szkoły filmowe.

## Znani wychowankowie
- Gufi Paintal
- Jaideep Ahlawat
- Jaya Bachchan
- Jaya Krishna Gummadi
- John Abraham
- Kulbhushan Kharbanda
- Kumar Shahani
- Kundan Shah
- Mahesh Bhatt
- Mani Kaul
- Mithun Chakraborty
- Mukesh Khanna
- Naseeruddin Shah
- Navin Nischol
- Nishan K. P. Nanaiah
- Om Puri
- Prakash Jha
- Ramachandra Babu
- Raja Bundela
- Rajeev Ravi
- Rajkumar Hirani
- Rakesh Bedi[3]
- Rakesh Pandey[4]
- Ranjeeta
- Rehana Sultan
- Renu Saluja
- Resul Pookutty
- Sanjay Leela Bhansali
- Sanjivan Lal
- Santosh Sivan
- Santosh Thundiyil
- Satish Kaul
- Satish Kaushik[5]
- Shabana Azmi
- Shaji N. Karun
- Shatrughan Sinha
- Smita Patil
- Sriram Raghavan
- Subhash Ghai
- Vidhu Vinod Chopra
- Vijay Arora
- Vishwanath Ayengar[6]